# دائشی هارای
دائشی هارای (به ژاپنی: 出足払)-(به انگلیسی: Deashi harai) یکی از فنون و تکنیک‌های دستهٔ ناگه-وازا رشتهٔ ورزشی جودو است که در زیردستهٔ آشی-وازا دسته‌بندی می‌شود. 